# Hasselbacketjärnet
Hasselbacketjärnet är en sjö i Årjängs kommun i Värmland och ingår i Göta älvs huvudavrinningsområde. Sjön är 19 meter djup, har en yta på 0,124 kvadratkilometer och är belägen 235,3 meter över havet.

## Delavrinningsområde
Hasselbacketjärnet ingår i det delavrinningsområde (659251-130781) som SMHI kallar för Mynnar i Lillälven. Medelhöjden är 228 meter över havet och ytan är 2,03 kvadratkilometer. Det finns ett avrinningsområde uppströms, och räknas det in blir den ackumulerade arean 3 kvadratkilometer. Vattendraget som avvattnar avrinningsområdet har biflödesordning 4, vilket innebär att vattnet flödar genom totalt 4 vattendrag innan det når havet efter 285 kilometer. Avrinningsområdet består mestadels av skog (87 procent). Avrinningsområdet har 0,12 kvadratkilometer vattenytor vilket ger det en sjöprocent på 6 procent.